# Reckless Youth (film 1922)
Reckless Youth è un film muto del 1922 diretto da Ralph Ince. La sceneggiatura di Edward J. Montagne si basa sull'omonimo racconto di Cosmo Hamilton di cui non si conosce la data di pubblicazione.

## Trama
In convento, dove deve terminare gli studi, Alice Schuyler soffre a causa della rigida disciplina e dell'ottusità delle ferree regole che guidano lì la sua vita. Avendo infranto il regolamento, viene espulsa e, poiché sua madre, che si è appena risposata, è impegnata con la sua seconda luna di miele, la ragazza viene spedita a casa dei nonni. Neanche lì, però, Alice si sente libera e finisce per scappare via insieme a John Carmen. I due vanno in città, dove si sposano. Come signora Carmen, Alice entra a far parte della vita sociale del luogo, facendosi subito notare per le sue maniere disinibite. John, che è innamorato di lei, disapprova quel comportamento, ma non si intromette. Però, quando a un ballo la moglie si intrattiene un po' troppo disinvoltamente con il giovane Harrison Thornby, con il quale fa la civetta, le ordina di andare a casa. In segno di sfida, Alice se ne va via insieme al suo corteggiatore, sull'auto di questi. I due hanno un incidente e l'auto rimane distrutta. Svenuta, Alice sogna di venire rapita da Thornby a bordo del suo yacht e di rimanere vittima di una collisione con un piroscafo. Quando rinviene, pentita, torna a casa dai nonni. John la va a cercare: dichiarando che prova per lei sempre gli stessi sentimenti, si riconcilia con la moglie e i due decidono di ricominciare tutto da capo insieme.

## Produzione
Le riprese del film, prodotto dalla Selznick Pictures Corporation, durarono da fine gennaio a inizio marzo 1922

## Distribuzione
Il copyright del film, richiesto dalla Selznick Pictures Corp., fu registrato il 30 marzo 1922 con il numero LP17733. Nello stesso giorno, distribuito dalla Select Pictures Corporation e presentato da Lewis J. Selznick, il film uscì nelle sale cinematografiche statunitensi. La Regent Film Company lo distribuì nel Regno Unito il 4 febbraio 1924. In Portogallo, uscì il 16 dicembre 1924 con il titolo Fogosa Juventude.
Copia completa della pellicola si trova conservata nel New Zealand Film Archive e negli archivi del George Eastman Museum di Rochester. Il film è stato rimasterizzato e ne è stato tratto un DVD.